# سيمون جيد ماكينون
سيمون جيد ماكينون (بالإنجليزية: Simmone Jade Mackinnon)‏ هي ممثلة أسترالية ولدت في يوم 19 مارس 1973 في مدينة ماونت إيسا في كوينزلاند في أستراليا. بدأت التمثيل في سنة 1988. مثلت في مسلسلات بيواتش في سنة 1999، ومثلت دور ستيفي هول في مسلسل بنات مكليود.